# Ноздрище
Ноздрище (укр. Ноздрище) — село на Украине, находится в Народичском районе Житомирской области.

## История
До Украинской (Российской) Революции 1917 года находилось в составе Овруцкого уезда Волынской губернии Российской империи.
Код КОАТУУ — 1823788209. Население по переписи 2001 года составляет 5 человек. Почтовый индекс — 11414. Телефонный код — 4140. Занимает площадь 0,97 км².

## Адрес местного совета
11414, Житомирская область, Народичский р-н, с. Мотейки